# پرامیس لند (کارولینای جنوبی)
پرامیس لند(به انگلیسی: Promised Land) شهری در ایالت کارولینای جنوبی کشور ایالات متحده آمریکا است که جمعیت آن در سرشماری سال ۲۰۱۰ میلادی، ۵۱۱ نفر بوده‌است.